# Il punto di rugiada
Il punto di rugiada è un film del 2023 diretto da Marco Risi.

## Trama
Carlo, un ragazzo viziato e sregolato, una notte provoca da ubriaco un grave incidente d’auto per il quale viene condannato a scontare un anno di lavori socialmente utili in una casa di riposo. Insieme a lui a Villa Bianca arriva anche Manuel, un giovane spacciatore colto in flagrante. Luisa, infermiera che lavora da anni nella struttura, guiderà i due ragazzi in un mondo senza età dove condivisione, conforto e accoglienza cambieranno per sempre il loro sguardo sul mondo e sulla vita.

## Distribuzione
Il film è uscito nelle sale italiane il 18 gennaio 2024, distribuito da Fandango.

## Riconoscimenti
- 2024 - Nastro d'argento
  - Miglior soggetto a  Marco Risi, Riccardo De Torrebruna, Francesco Frangipane e Enrico Galiano
  - Premio Guglielmo Biraghi a Alessandro Fella